# Замок опасный
«За́мок опа́сный» (англ. Castle Dangerous) — последний исторический роман Вальтера Скотта, изданный при жизни автора. Был опубликован в декабре 1831 года в издательстве Cadell and Co. в Эдинбурге и Whittaker and Co. в Лондоне. Входит в серию «Рассказы трактирщика» (англ. Tales of My Landlord), якобы написанную от лица Джедедии Клейшботама (англ. Jedediah Cleishbotham) из вымышленного города Гандерклау. Книга была опубликована совместно с предыдущим романом — «Граф Роберт Парижский».
Скотт начал писать «Замок», уже работая над «Графом Робертом Парижским», что на фоне ухудшающегося здоровья вызвало панику среди его друзей. Однако автор согласился на передышку лишь при условии, что закончит оба романа. Тему романа предложил издатель Скотта Роберт Каделл, считавший жизнь шотландского полководца Джеймса Дугласа интересной темой для книги. В конечном итоге автор был недоволен обоими романами и чрезвычайно удивлён их коммерческим успехом. В дневнике он написал, что публика, должно быть, «безумна».
В том же году Скотт вместе с дочерью Анной уехал в Италию, чтобы поправить пошатнувшееся здоровье. В 1832 году он вернулся и 21 сентября умер в своём поместье Эбботсфорд.